# Saale-Zeitung

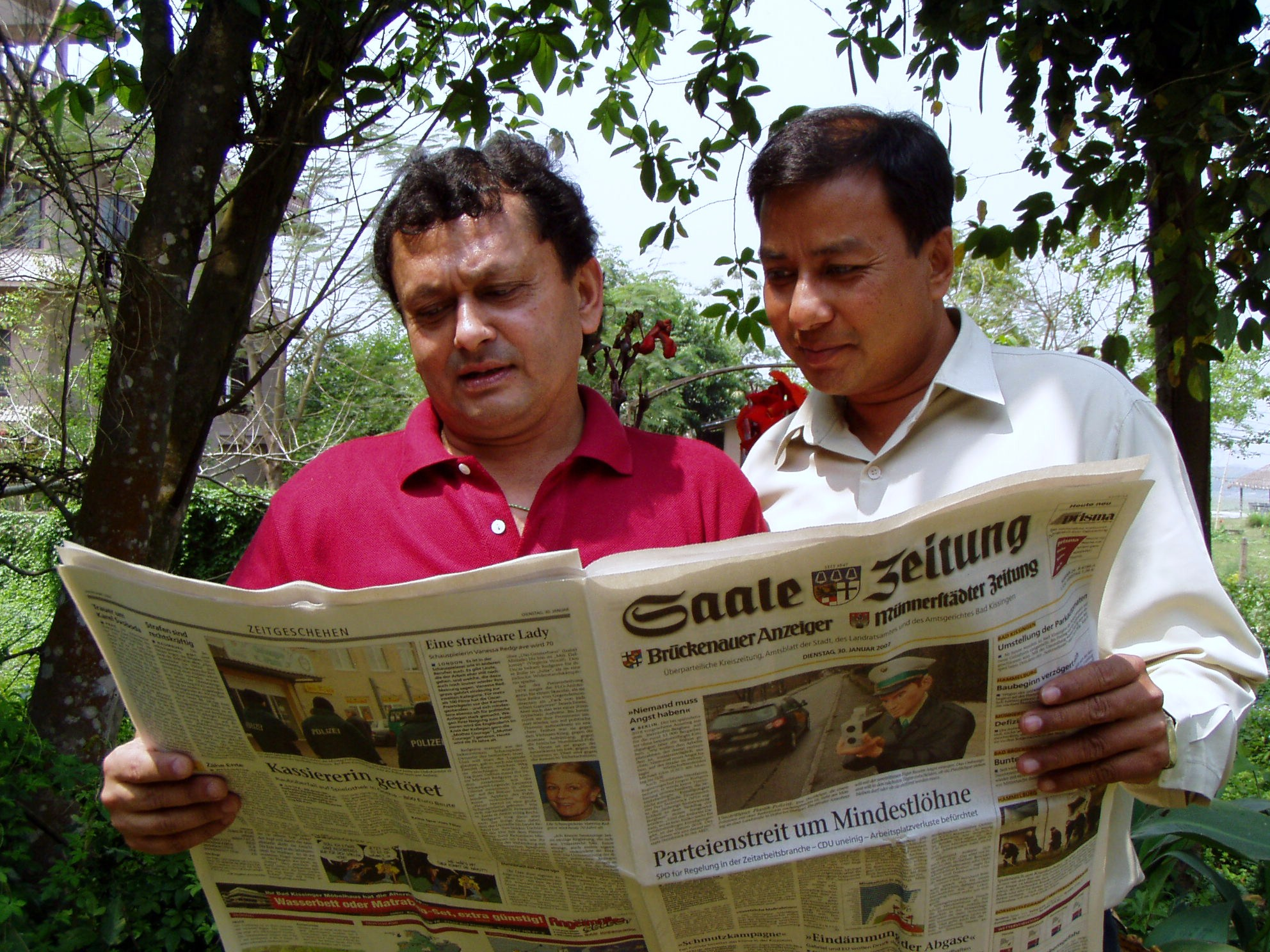
Lektüre der Saale-Zeitung in Nepal

Die Saale-Zeitung mit Hauptsitz in Bad Kissingen ist eine Regionalzeitung, die hauptsächlich im Gebiet der fränkischen Rhön gelesen wird. Das Hauptverbreitungsgebiet sind der Landkreis Bad Kissingen und die umgebenden Gebiete. Die verkaufte Auflage beträgt 8598 Exemplare, ein Minus von 47,2 Prozent seit 1998. Die Saale-Zeitung gehört neben den Tageszeitungen Fränkischer Tag, Coburger Tageblatt und Bayerische Rundschau zur Mediengruppe Oberfranken. Gemeinsam teilen sich die Zeitungen eine überregionale Redaktion.

## Geschichte
Die Saale-Zeitung entstand aus mehreren Stadtzeitungen der Städte im Landkreis Bad Kissingen (Bad Kissingen, Münnerstadt (Münnerstädter Zeitung), Bad Brückenau (Brückenauer Anzeiger), Hammelburg). Vorläufer war nachweislich seit 1. Januar 1847 das Kissinger Intelligenz-Blatt, das möglicherweise aber schon früher erschienen war. 1868 kaufte Tobias August Schachenmayer die Zeitung mit Druckerei. Seitdem erschien die Zeitung im Verlag T.A. Schachenmayer und blieb bis 2002 im Besitz der Familie Schachenmayer.
Am 1. April 1943 legten die Nationalsozialisten die Zeitung still. Erst ab 1. August 1949 durfte sie wieder gedruckt werden.
Bayerische Heimatzeitungsverleger: Nach dem Zweiten Weltkrieg übernahm Kuno Schachenmayer den Verlag der Zeitung. Er war Mitglied der Genossenschaft Bayerischer Heimatzeitungsverleger (BHZ), von der der Verlag den Mantelteil bezog. 1967 belieferte die BHZ-Mantelredaktion von Nürnberg aus 36 bayerische Lokalzeitungen mit einer Gesamtauflage von über 93.000 Exemplaren. Nachdem die BHZ zusätzlich eine Reihe hessischer Lokalblätter als Kunden gewonnen hatte, stieg die Anzahl der Bezieher bis zum Jahr 1975 auf 45 und die Gesamtauflage auf 160.000 Exemplare. Der Standort der Mantelredaktion wurde nach Würzburg verlegt, um alle Bezieher per Bahn rechtzeitig mit den täglichen Maternsätzen beliefern zu können. Allerdings blieb auch der BHZ-Verbund auf Dauer nicht vom Konzentrationsprozess im Zeitungsgewerbe verschont. Als die hessischen Bezieher wegfielen und auch die Anzahl der bayerischen Mantelbezieher immer weiter schrumpfte, richtete der Verlag der Saale-Zeitung 1982 eine eigene Mantelredaktion ein und belieferte nunmehr als eigenständige publizistische Einheit die verbliebenen BHZ-Mitglieder. Nach dem Fall des Eisernen Vorhangs engagierte sich der Verlag ab 1990 auch im angrenzenden Thüringen mit der Neugründung des Meininger Tageblatts. Im Jahr 1999 lag die Auflage der Saale-Zeitung bei rund 16.300 und die des Mantelteils mit insgesamt sechs Ausgaben bei knapp 40.000 Exemplaren.
Teil der WAZ-Mediengruppe: Im Jahr 2002 wurde die Saale-Zeitung, die damals eine Auflage von 17.000 Exemplaren hatte, an die WAZ-Mediengruppe verkauft, der bisherige Verleger Bernd Schachenmayer, Sohn von Kuno Schachenmayer, behielt zunächst noch einen Minderheitsanteil. Die Zeitung wurde weiter vor Ort gedruckt und blieb gemäß dem „WAZ-Modell“ auch redaktionell unabhängig.
Teil der Mediengruppe Oberfranken: Seit dem 1. Januar 2010 gehört die Saale-Zeitung zur Mediengruppe Oberfranken. Der bisherige Mehrheitsgesellschafter, die Essener WAZ-Mediengruppe, hatte sich nach knapp acht Jahren aus dem bayerischen Zeitungsmarkt zurückgezogen und die Titel Saale-Zeitung sowie Die Kitzinger verkauft. Auch der frühere Alleineigentümer und zuletzt Minderheitsgesellschafter Schachenmayer verkaufte 2010 seine verbliebenen Gesellschaftsanteile an die Mediengruppe Oberfranken. Die eigene Druckerei und die Mantelredaktion wurden geschlossen. Seit 2010 wird die Saale-Zeitung beim "Fränkischen Tag" in Bamberg gedruckt und bezieht von dort auch ihren Mantelteil.
Chefredakteur von 1982 bis 2010 war Ulrich Lutz. Seither wird diese Funktion durch den Chefredakteur der Mediengruppe Oberfranken wahrgenommen. Lokaler Redaktionsleiter von 2010 bis 2017 war Paul Ziegler. Seine Nachfolgerin wurde Susanne Will. Seit 1. April 2024 ist Karl Kovacs Redaktionsleiter.

## Brückenauer Anzeiger
Der Brückenauer Anzeiger erschien als „unabhängige Heimatzeitung“ von 1879 bis 1977. Ende der 1930er Jahre stellte das Lokalblatt sein Erscheinen ein. Nach dem Zweiten Weltkrieg ging es erst im Juli 1949 wieder in den Druck. Das Blatt kam anfangs zweimal pro Woche heraus, dann öfter. Verlegt wurde der Brückenauer Anzeiger zunächst bei Eisenacher, später bei Nikolaus. Seit 1977 erschien der Brückenauer Anzeiger als teilidentische Lokalausgabe der Saale-Zeitung des Schachenmayer-Verlages in Bad Kissingen, mit der er schließlich völlig zusammengelegt wurde.

## Auflage
Die Saale-Zeitung hat in den vergangenen Jahren erheblich an Auflage eingebüßt. Die verkaufte Auflage ist in den vergangenen 10 Jahren um durchschnittlich 2,9 % pro Jahr gesunken. Im vergangenen Jahr hat sie um 5,1 % abgenommen. Sie beträgt gegenwärtig 8598 Exemplare. Der Anteil der Abonnements an der verkauften Auflage liegt bei 90,6 Prozent.
| 1998  | 1999  | 2000  | 2001  | 2002  | 2003  | 2004  | 2005  | 2006  | 2007  | 2008  | 2009  | 2010  | 2011  | 2012  | 2013  | 2014  | 2015  | 2016  | 2017  | 2018  | 2019  | 2020  | 2021  | 2022 | 2023 | 2024 |
| ----- | ----- | ----- | ----- | ----- | ----- | ----- | ----- | ----- | ----- | ----- | ----- | ----- | ----- | ----- | ----- | ----- | ----- | ----- | ----- | ----- | ----- | ----- | ----- | ---- | ---- | ---- |
| 16271 | 16132 | 16039 | 15965 | 15808 | 15555 | 15333 | 15071 | 14948 | 14839 | 14580 | 14369 | 14183 | 13527 | 13270 | 12907 | 12260 | 11853 | 11437 | 11422 | 11093 | 10756 | 10516 | 10215 | 9828 | 9574 | 9088 |